# ولوتی
بولوتئا (به اسپانیایی: Volotea) یک شرکت هواپیمایی اسپانیایی با کد یاتا V7 است که در تاریخ ۲۰۱۱ میلادی تأسیس شده و در تاریخ مارس ۲۰۱۲ فعالیتش را آغاز کرده‌است. دفتر مرکزی ولوتی در بارسلون، اسپانیا واقع شده‌است و به ۵۲ مقصد، پرواز مستقیم انجام می‌دهد.